# 斛律洛阳
斛律洛阳，北魏末年山西地区起事首领，出自西部敕勒斛律氏。
孝昌二年（526年），六镇之乱过程中，斛律洛阳率众在桑乾（今山西山阴县西南）西起时反魏，与河西牧子（费也头）遥相呼应，互为犄角。三月，被游击将军尔朱荣将其在在深井（山阴县以西）击败，起事失败。